# António Zambujo
António Zambujo (Beja, 19 de septiembre de 1975) es un músico portugués. Desde niño está familiarizado con la música alentejana. Comenzó de joven a estudiar instrumentos musicales (clarinete, guitarra). Actualmente, es un cantante muy conocido en Portugal y Brasil. Ha tenido gran éxito en ese país con sus versiones de temas de cantantes brasileños como Roberta Sá, Chico Buarque, Ney Matogrosso, Ivan Lins, Zé Renato.

## Inicios
António Zambujo creció en Beja, en el Alentejo. A la edad de ocho años, comenzó a estudiar clarinete en el Conservatorio Regional Baixo-Alentejo. Marcado por el cante alentejano, el canto polifónico tradicional de su región natal, pronto muestra su gusto por el fado, cantando con familiares y amigos, siendo sus modelos Amália Rodrigues, Alfredo Marceneiro, María Teresa de Noronha y João Ferreira Rosa, entre otros. Tenía solo 16 años cuando ganó un concurso de fado en Beja.

## Carrera profesional
Después de estudiar clarinete, se mudó a Lisboa, donde se convirtió inmediatamente en uno de los artistas más conocidos del Clube de Fado, una de las grandes casas de Fado de la capital ubicada en el distrito de Alfama, dirigida por el guitarrista y compositor Mário Pacheco.
Poco después, Filipe La Féria lo retuvo para el papel de Francisco Cruz, primer marido de Amália Rodrigues, en el espectáculo musical Amália, que permaneció en la cartelera durante cuatro años en Lisboa. Su carrera tuvo un nuevo comienzo, en 2007, con el lanzamiento del álbum Outro sentido en Harmonia Mundi y su difusión internacional.
Desde 2008, canta en el Senhor Vinho, la casa de fado de la fadista Maria da Fé, cuando no actúa en escenarios portugueses y extranjeros. En 2009, realizó una gira por varios países europeos y Brasil. El incansable elogio de Caetano Veloso, quien lo compara con João Gilberto, lo impulsó allí y su carrera fue coronada con gran éxito.

## Reconocimientos
El 9 de junio de 2015, Aníbal Cavaco Silva lo galardonó como Comendador de la Orden del Infante Don Enrique.
Su álbum "Até Pensei Que Fosse Minha" fue nominado al Grammy Latino de 2017 como Mejor Álbum de MPB.

## Discografía

### Álbumes
- O mesmo Fado (2002)
- Por meu Cante (2004) CD
- Outro Sentido (2007) CD
- Guia (2010) CD
- Quinto (2012) CD
- Lisboa 22:38 - Ao Vivo no Coliseu (2013) CD
- Rua Da Emenda (2014) CD[3]
- Até Pensei que Fosse Minha (2016) (CD), donde interpreta canciones de Chico Buarque[4]
- Do Avesso (2018)[5]